# 派克 (伊利諾伊州)
派克（英語：Pike）是位於美國伊利諾伊州派克縣的一個非建制地區。該地的面積和人口皆未知。

## 地理
派克的座標為39°27′35″N 91°02′06″W / 39.45972°N 91.03500°W，而該地的平均海拔高度為138米（即453英尺）。